# Циганска драга (филм из 1965)
Циганска драга (енгл. Sky West and Crooked, такође и енгл. Gypsy Girl) роматична је драма из 1965. године у којој главну улогу тумачи глумица Хајли Милс. Филм је режирао њен отац, Џон Милс, а коауторка је била њена мајка, Мери Хајли Бел.

## Радња
У малом, изолованом селу у Енглеској, десетогодишња Брајди Вајт трчкара са другом који се саплиће, пада и случајно се убија пушком коју је носио.
Седам година касније, Брајди [Хајли Милс] постаје проблематична тинејџерка. Њена мајка је тужна и усамљена особа која често пије и запоставља своју ћерку.
Постаје очигледно да неки одрасли људи, посебно отац мртвог дечака, нису уверени у њену невиност. Њихови негативни ставови и понашање према Брајди измешани са њиховим неодобравањем што њена мајка није била удата за њеног покојног оца. Група Рома настанила се у близини села, чиме неки мештани нису били задовољни и, када се млади Циганин, Ројбин Крисенки [Ијан Макшејн], заљуби у Брајди, почиње да се захуктава атмосфера у обе заједнице.

## Постава
- Хајли Милс као Брајди Вајт
- Ијан Макшејн као Ројбин Крисенки
- Анет Кросби као гђа Вајт
- Лоренс Нејсмит као Едвин Дакрес
- Џофри Бејлдон као свештеник Филип Мос
- Полин Џејмсон као гдин Мос
- Норман Бирд као гдин Чизман
- Џун Елис као гђа Чизман
- Хамилтон Дајс као Бил Слим
- Џудит Фарс као гђа Ригби
- Ен Блејк као гђа Потс
- Џек Блај као Фред Стронг
- Мајкл Најтингејл као доктор
- Дафид Хавард као учитељ
- Жаклин Пирс као Камелија
- Алан Лејк као Камло

## Продукција
Током продукције филм је био познат под називом Bats With Baby Faces, по узору на песму Т. С. Елиота.

## Локација снимања
Филм је снимљен у и око села Литл Бадминтон у Јужном Глостерширу.